# Elezioni generali in Zimbabwe del 2018
Le elezioni generali in Zimbabwe del 2018 si tennero il 30 luglio per l'elezione del Presidente e il rinnovo del Parlamento.

## Contesto
Sono state le prime elezioni alle quali non ha partecipato Robert Mugabe, deposto dal colpo di stato del novembre 2017, che ha governato il paese in modo dittatoriale per trent'anni. Dopo il golpe viene insediato come Presidente ad interim Emmerson Mnangagwa, ex Ministro della Difesa, che promise un cambiamento nella politica del Paese verso una democrazia completa; nonostante le promesse però ci furono delle irregolarità nella gestione dell'appuntamento elettorale sin da subito, infatti Mnangagwa ha sostituito il presidente della Zimbabwe Electoral Commission (ZEC) poche settimane prima delle elezioni, inoltre quando la ZEC iniziò a stampare le schede elettorali questo avvenne senza consultare gli altri partiti politici, questi due fatti scatenarono proteste dei partiti d'opposizione.
Il Movimento per il Cambiamento Democratico, maggiore partito di opposizione, stavolta fu guidato da Nelson Chamisa, un giovane avvocato erede di Morgan Tsvangirai (che era deceduto nel febbraio 2018), ex leader del partito e Primo Ministro del governo di unità nazionale del 2009, lo stesso Chamisa era stato Ministro dell'Informazione in quel governo.
Le votazioni si sono svolte il 30 luglio e dopo tanto tempo ci fu un'affluenza molto alta: l'85,10% degli elettori si è recato alle urne per rinnovare la Presidenza della Repubblica e l'Assemblea nazionale.
Dalla chiusura dei seggi la ZEC ha impiegato 5 giorni per contare i voti, questo fatto ha causato malcontenti nei partiti d'opposizione che hanno esercitato forti pressioni sulla ZEC affinché desse i risultati il prima possibile. Il 4 agosto la ZEC proclama Mnangagwa vincitore, ma l'MDC riscontra subito delle grandi incongruenze nel numero dei voti annunciati, ben superiori al numero di elettori, e dichiara che i risultati sono stati truccati; si scatenano forti proteste nella capitale Harare che vengono represse violentemente dalle forze di Polizia, il bilancio è di 3 morti.

## Risultati

### Elezioni presidenziali
| Candidati            | Partiti                                                    | Voti      | %     |
| -------------------- | ---------------------------------------------------------- | --------- | ----- |
| Emmerson Mnangagwa   | Unione Nazionale Africana di Zimbabwe - Fronte Patriottico | 2 456 010 | 51,44 |
| Nelson Chamisa       | MDC Alliance (MDC - MDC-Ncube)                             | 2 151 927 | 45,07 |
| Thokozani Khupe      | Movimento per il Cambiamento Democratico - Khupe           | 45 626    | 0,96  |
| Joseph Makamba Busha | Congresso Free Zim                                         | 17 540    | 0,37  |
| Nkosana Moyo         | Alleanza per l'Agenda del Popolo                           | 15 172    | 0,32  |
| Evaristo Chikanga    | Partito della Ricostruzione dello Zimbabwe                 | 13 132    | 0,28  |
| Joice Mujuru         | Coalizione Arcobaleno del Popolo                           | 12 823    | 0,27  |
| Altri <10000 voti    | -                                                          | 62 687    | 1,31  |
| Totale               | Totale                                                     | 4 774 917 | 100   |

#### Risultati per provincia
- Candidati che hanno ottenuto più di 10.000 voti.

| Provincia                   | Mnangagwa | Chamisa   | Khupe  | Busha  | Moyo   | Chikanga | Mujuru | Voti validi |
| --------------------------- | --------- | --------- | ------ | ------ | ------ | -------- | ------ | ----------- |
| Manicaland                  | 292.938   | 296.429   | 4.793  | 2.759  | 2.508  | 1.834    | 1.281  | 611.414     |
| Mashonaland Centrale        | 359.576   | 96.063    | 1.541  | 1.452  | 879    | 858      | 2.547  | 467.740     |
| Mashonaland Occidentale     | 314.541   | 220.111   | 3.060  | 2.248  | 1.506  | 1.456    | 1.158  | 551.453     |
| Mashonaland Orientale       | 334.617   | 189.021   | 2.298  | 1.681  | 1.166  | 950      | 972    | 535.458     |
| Masvingo                    | 318.964   | 171.438   | 3.012  | 2.510  | 1.707  | 2.367    | 979    | 509.523     |
| Matabeleland Meridionale    | 107.008   | 90.292    | 4.700  | 1.216  | 1.060  | 1.335    | 808    | 212.517     |
| Matabeleland Settentrionale | 111.452   | 137.611   | 12.776 | 1.401  | 1.419  | 1.342    | 1.170  | 274.163     |
| Midland                     | 352.027   | 257.960   | 4.672  | 2.768  | 2.000  | 1.795    | 1.169  | 631.261     |
| Bulawayo                    | 60.168    | 144.107   | 5.753  | 497    | 1.350  | 364      | 1.050  | 215.405     |
| Harare                      | 204.719   | 548.895   | 3.021  | 1.008  | 1.577  | 831      | 1.689  | 765.983     |
| Totale                      | 2.456.010 | 2.151.927 | 45.626 | 17.540 | 15.172 | 13.132   | 12.823 | 4.774.917   |

### Elezioni parlamentari
| Liste                                                      | Voti      | %     | Seggi |
| ---------------------------------------------------------- | --------- | ----- | ----- |
| Unione Nazionale Africana di Zimbabwe - Fronte Patriottico | 2 477 708 | 52,36 | 179   |
| MDC Alliance (MDC - MDC-Ncube)                             | 1 624 875 | 34,34 | 88    |
| Movimento per il Cambiamento Democratico - Khupe           | 161 824   | 3,42  | 1     |
| Coalizione Arcobaleno del Popolo                           | 61 644    | 1,30  | –     |
| Fronte Patriottico Nazionale                               | 49 103    | 1,04  | 1     |
| Unione dello Zimbabwe per la Prosperità                    | 26 515    | 0,56  | –     |
| Unione Popolare Africana di Zimbabwe                       | 16 088    | 0,34  | –     |
| Unione Democratica dello Zimbabwe                          | 11 199    | 0,24  | –     |
| Altri <10000 voti                                          | 65 116    | 1,38  | –     |
| Indipendenti                                               | 238 179   | 5,03  | 1     |
| Totale                                                     | 4 732 251 | 100   | 270   |